# 데스티니 후커
데스티니 단테 후커(Destinee Dante Hooker, 1987년 9월 7일 ~ )는 미국의 배구 선수이다. 2012년 런던 올림픽 대회 여자배구 준우승을 차지하였으며, 한국리그에서는 서울 GS칼텍스 KIXX를 거쳐 2014-15시즌 화성 IBK기업은행 알토스에 등록하였다. 특히 2014년 11월23일 인천에서 열린 흥국생명과 경기서 48득점중 서브에이스 무려 10개나 기록하며 신기록 이었으며 이활약에 힘입어 파이널세트 3:2로 승리하며 선두를 고수했다.

## 수상 경력

### 단체 수상

#### 국가대표팀
- 미국 여자 배구 국가대표팀 (2008-2012)
  - 올림픽
    -  준우승 (1회) : 2012

  - 월드컵
    -  준우승 (1회) : 2011

  - 월드그랑프리
    -  우승 (2회) : 2010, 2011

### 개인 수상

#### 국가대표팀
- 미국 여자 배구 국가대표팀 (2008-2012)
  - 올림픽
    - 공격상 (1회) : 2012

  - 월드컵
    - 공격상 (1회) : 2011

  - 월드그랑프리
    - MVP (1회) : 2011

| 전임 시모나 졸리 | 월드컵 공격상 2011 | 후임 폐지 |

| 전임 폴루케 아킨라데우 | FIVB 배구 월드그랑프리 MVP 2011 | 후임 메간 호지 |

| 전임 로시르 칼데론 | 올림픽 공격상 2012 | 후임 폐지 |